# 奈恩韋爾斯

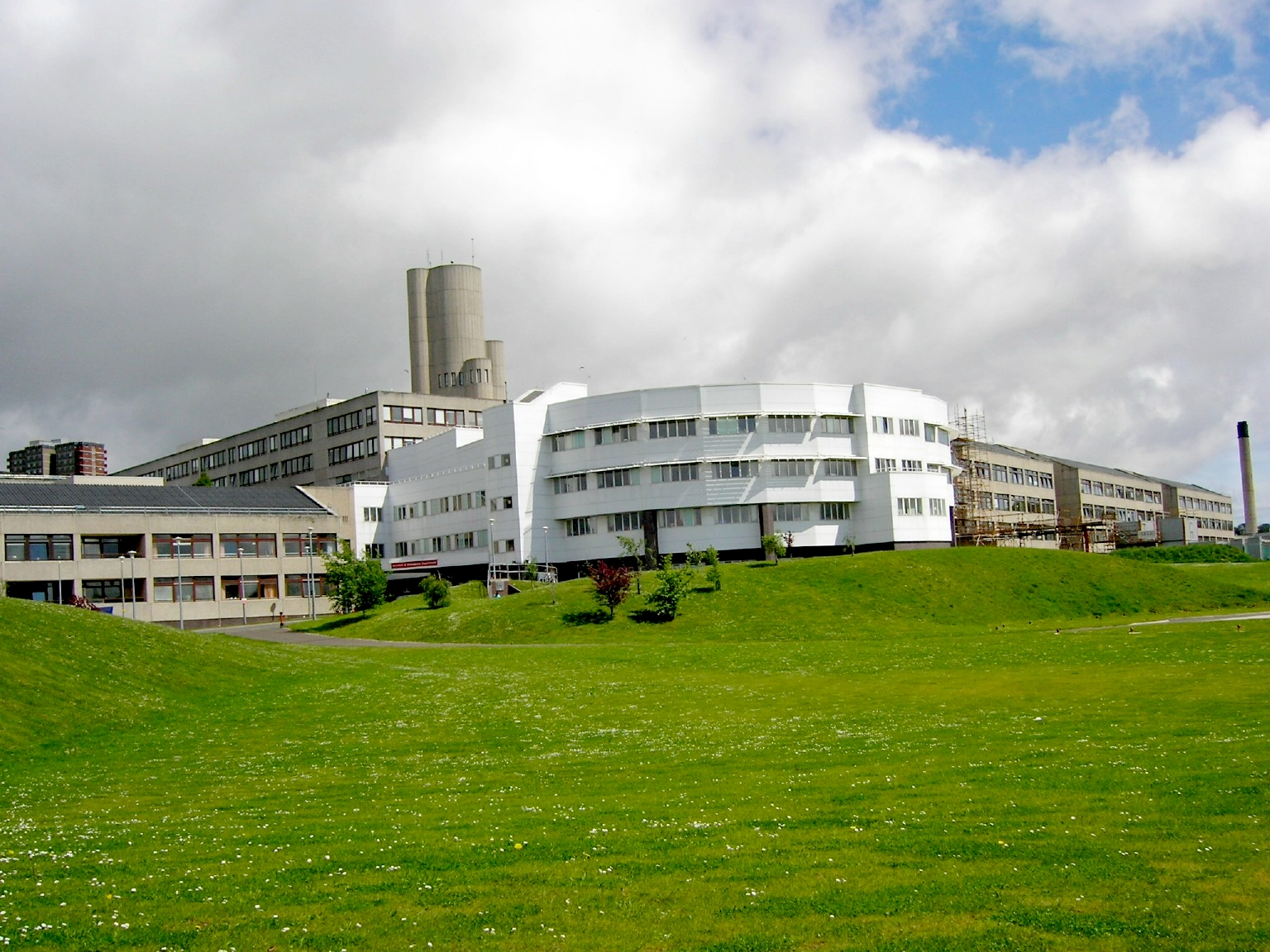
奈恩韋爾斯醫院

奈恩韋爾斯（英語：Ninewells）是蘇格蘭邓迪的地方，以当地的大型教学医院奈恩韋爾斯醫院闻名。